# Der Literat
Der Literat (Untertitel Fachzeitschrift für Literatur und Kunst) war eine deutsche Literaturzeitschrift.
Die Zeitschrift verstand sich als Fachzeitschrift für Schriftsteller, Übersetzer, Kritiker, Publizisten und allgemein alle schreibenden Angehörigen des Kulturbetriebs und versuchte, ihnen im Zusammenhang mit der beruflichen Tätigkeit relevante oder interessante Informationen zu liefern.
Gegründet wurde die Zeitschrift als Organ des hessischen Landesverbandes des wieder gegründeten Schutzverbands Deutscher Schriftsteller mit dem während der Naziherrschaft mit Berufsverbot belegten Theodor Tauchel als Herausgeber.
Immer wieder kamen Neben- und Gegenstimmen in der Zeitschrift zu Wort, zum Beispiel, als Klaus Mampel 1961 die Gruppe 47 als „Literaturkartell“ bezeichnete. Dennoch erschienen in den 1970er Jahren Beiträge von Peter Handke, Karl Krolow, Siegfried Lenz, Irmtraud Morgner, Dieter Wellershoff und Gabriele Wohmann. Oder als 1977 Karin Struck sich über das Ritual des Ingeborg-Bachmann-Preis äußerte.
1988 wurde Verlag und Zeitschrift von Inka Bohl erworben. Theodor Tauchel blieb bis 1990 Herausgeber. In diesem Jahr zog die Zeitschrift von Frankfurt um nach Bad Soden, wo sie bis zum Umzug nach Berlin im Jahr 2000 blieb. 2008 wurde die Zeitschrift eingestellt.